# مردم رائتی

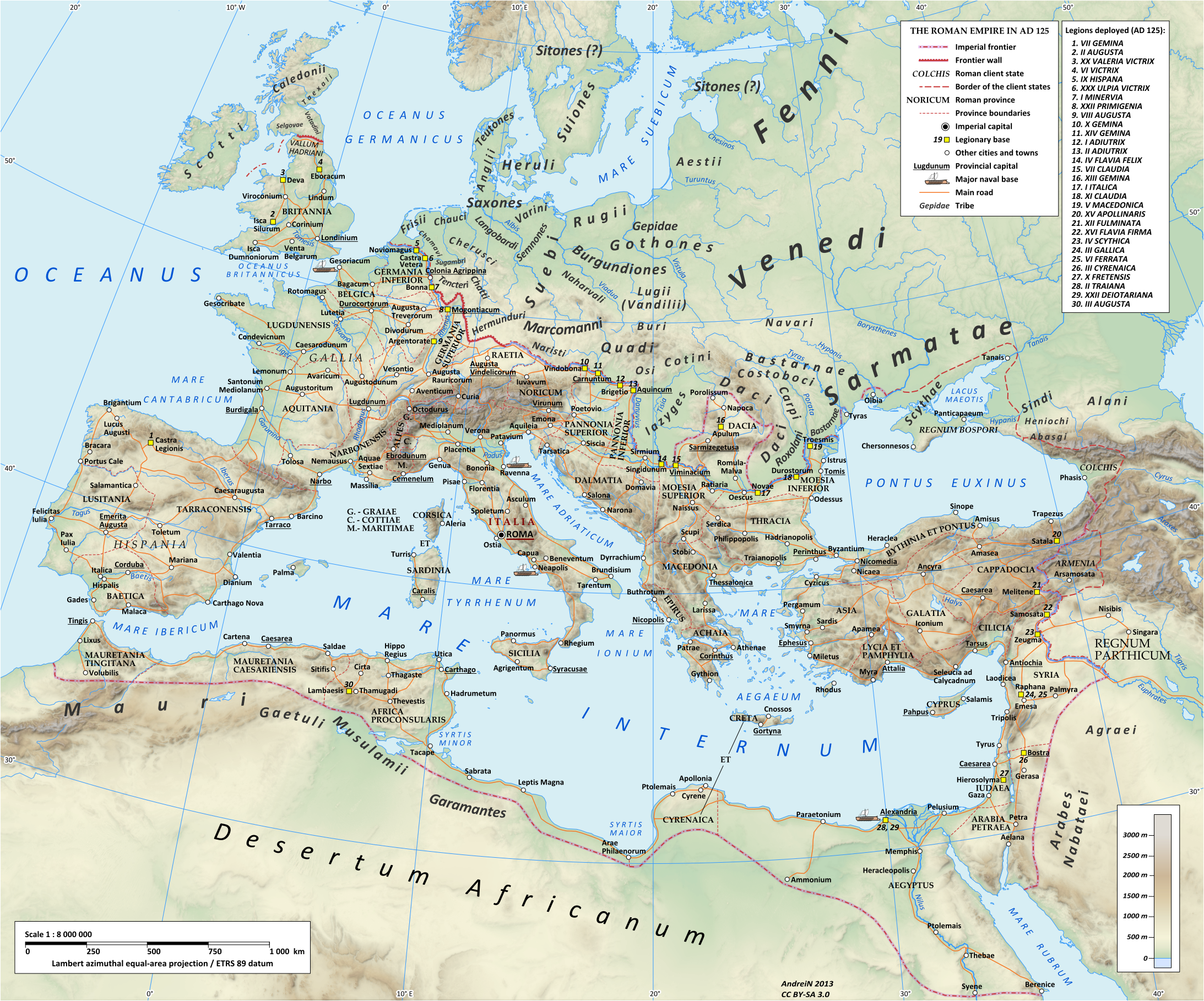
نگاره فوق سرزمین‌های تحت کنترل پادشاهی رائتیا را در زمان فرمانروایی هادریان نشان می‌دهد که شامل مناطقی از سوئیس، تیرول و آلمانی بوده‌است.

Raeti ‎/ˈriːtaɪ/‎ (تلفظ انواع: Rhaeti, RHETI یا Rhaetii؛ یونان باستان: Ῥαιτοί، رونویسی Rhaitoí) رائتی‌ها کنفدراسیونی از قوم سلتی (celts) بودند که دارای فرهنگ و زبان مشترک بوده و از دیرباز یعنی حدود ۵۰۰ سال قبل از میلاد در مناطق مرکزی سوئیس امروزی، تیرول و مناطقی از شمال آلپ زندگی می‌کردند.

## ریشه‌شناسی نام
ریشه اصلی نام رائتی به‌طور کلی نامشخص است اما گفته‌ها بر این منوال است که مردمان گال این نام را به رائتی‌ها داده‌اند که در زبان سلتی به معنای کوه نشین است.
جغرافی‌دان رومی، پلینی بزرگ، که در سال ۷۰ پس از میلاد می‌نویسد، احتمال می‌دهد که نام مردم به نام «رائتوس»، رهبر آنها در زمان «اخراج» فرضی آنها از دره پو (جنگ با گال‌های کیسالپین و شکست از آنها)، نامگذاری شده‌است. اما بر اساس نظریات تاریخدانان موسوم به «ساختار همنام» این یک نظریه ساختگی رایج در جهان یونانی-رومی بود و ممکن است رد شود.
همچنین گفته شده‌است که نام رائتی ممکن است با رئیتیا (Reitia)، الهه مقدس و با نفوذی که در شمال شرقی ایتالیا مورد احترام بود و در تعدادی از کتیبه‌های روی لوح‌های نذری مردم ونتی نام برده شده، مرتبط باشد. یک لوح نذری رائتیک (Raetic)، از همان منطقه، حاوی کلمه رئیتوس (reithus) است که ممکن است به این خدا اشاره کند

## اصالت و زبان
اولین ذکر نام رائتی در منابع باستانی برجای مانده در تاریخ پولیبیوس است که قبل از ۱۴۶ (قبل از میلاد) نوشته شده‌است.

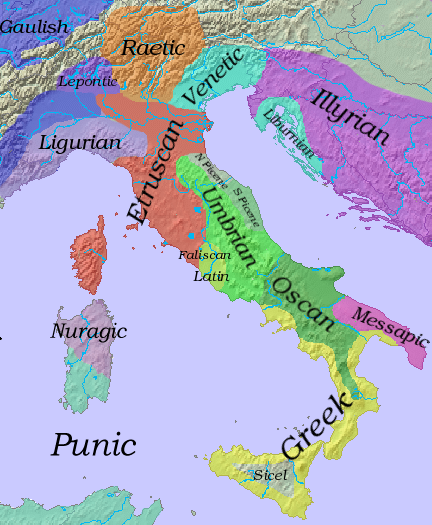
نقشه زبانی ایتالیا حدود ۶۰۰ سال قبل از میلاد، منطقه قلمداد شده‌ای که زبان رائیتی صحبت می‌شد را نشان می‌دهد.

به گفته پلینی بزرگ، رائتی‌ها اتروسکایی بودند که با حمله به گالها از دره پو به آلپ رانده شدند. این گزارش از خاستگاه رائتی توسط مورخ رومی دوره آگوستین، لیوی، پشتیبانی می‌شود.
رائتی‌ها به «زبان رائتی» صحبت می‌کردند، زبانی منقرض شده که تنها از روی یک سری کتیبه‌ها که به گونه‌ای از الفبای اتروسکی نوشته شده‌است، شناخته می‌شود. این زبان معمولاً توسط بسیاری از زبان شناسان مربوط به اتروسکی، یک زبان غیرهند و اروپایی است که به بهترین وجه در مناطق مرکزی ایتالیا در توسکانی، شمال لاتیوم و غرب اومبریا، و همچنین در مناطق شمالی ایتالیا، امیلیا-رومانیا و ایتالیا ثبت شده‌است. اگرچه بعید است، زبانی که دانشمندان امروزی آن را مربوط به «رائتیان» می‌دانند، در واقع هیچ ارتباطی با مردمی که رومیان باستان به «راتی» می‌شناختند، نداشته‌است که این ادعادر تضاد با گفته‌های پلینی است.
اما تاریخ نگاران رومی مردم رائتی را با اتروسک‌های راتی از یک ریشه می‌دانند.
حتی اگر «رائیت» زبان اجدادی رائتی‌ها بوده باشد، در مورد اینکه «رائتی» تا چه حد در زمان آگوستوس (حکومت ۳۰ قبل از میلاد - ۱۴ پس از میلاد) در میان قبایل به‌طور گسترده صحبت می‌شد، تردید زیادی وجود دارد. در کل منطقه آلپ، شواهدی وجود دارد که نشان می‌دهد عناصر غیرسلتی، تا زمان آگوستوس، با هجوم قبایل سلتی جذب شده و گفتار سلتی را پذیرفته بودند. به گفته لیوی، «صدای» زبان اصلی اتروسکی راتی (sonum linguae) در نتیجه سکونت در آلپ خراب شده بود. این ممکن است نشان دهد که حداقل برخی از قبایل زبان اجدادی خود را به سلتیک تغییر داده بودند. سلتی گرا بودن رائتی‌ها همچنین به عقیده رومی‌ها برای خواهرخواندگی راتی‌ها با همسایگانشان در شمال، یعنی قبلیه ویندلیچی (Vindelici)، که به عقیده اکثر مورخان سلتیک زبان بوده‌اند، پشتیبانی می‌شود. قلمروهای دو قوم برای اهداف اداری از مراحل اولیه و در نهایت، تحت فرمان امپراتور کلودیوس (حکومت ۴۱–۵۴)، به عنوان استان رائتیاو ویندلیچیا (Raetia et Vindelicia) ترکیب شدند. علاوه بر این، یک جفت گروه نظامی مشترک از Raetorum و Vindelicorum تحت فرمان آگوستوس ایجاد شد.
احتمال واقعی بودن این فرضیه که گویش قبایل راتی شمالی قبل از دوران امپراتوری روم به زبان سلتیک تبدیل شده‌اند، با مطالعه کتیبه‌های «رائتی» قوت می‌گیرد. این کتیبه‌ها تقریباً منحصراً در شمال شرقی ایتالیا یافت شده‌اند: تیرول جنوبی، ترنتینو و منطقه ونتو. هیچ کتیبه ای در سوئیس، سرزمین مادری رائتی‌ها یافت نشده‌است. کتیبه‌های رائتی نشان می‌دهند که «رائتیان» تا اواخر قرن سوم پس از میلاد در منظقه حضور داشته‌اند، و این نشان می‌دهد که قبایل راتی در این منطقه حداقل ممکن است به زبان سلتیک سنخ گفته‌اند. علاوه بر این، فراوانی نام‌های سلتی و غیاب کامل نام‌های اقوام اتروسکی در قلمرو رائتیان، به این نتیجه می‌رسیم که در زمان فتح رومیان، رائتی‌ها کاملاً سلتی شده بودند.
در طول قرن‌های حکومت رومیان، رائتی‌ها عمدتاً لاتین زبان شدند. گفته می‌شود که یادگاری از تأثیر زبان لاتینی_رائتی، زبان رومانش است که یکی از به اصطلاح «زبان‌های رتو-رومنس» نامیده می‌شود. رومانش امروزه در چند دره کانتون گریسونز سوئیس (که اکثر آنها امروزه آلمانی زبان هستند) زنده مانده‌است. با این حال، منشأ رائتی برای رومانش اثبات شده نیست، زیرا زبان‌های رتو-رومنس به نظر می‌رسد که بیشترین ارتباط را با گروه گالو-رومنس دارند، و این استدلال را تقویت می‌کند که حداقل برخی از رائتی‌ها، زبان سلتی را پیش از لاتینی شدن پذیرفته بودند.

## قلمرو و پراکندگی

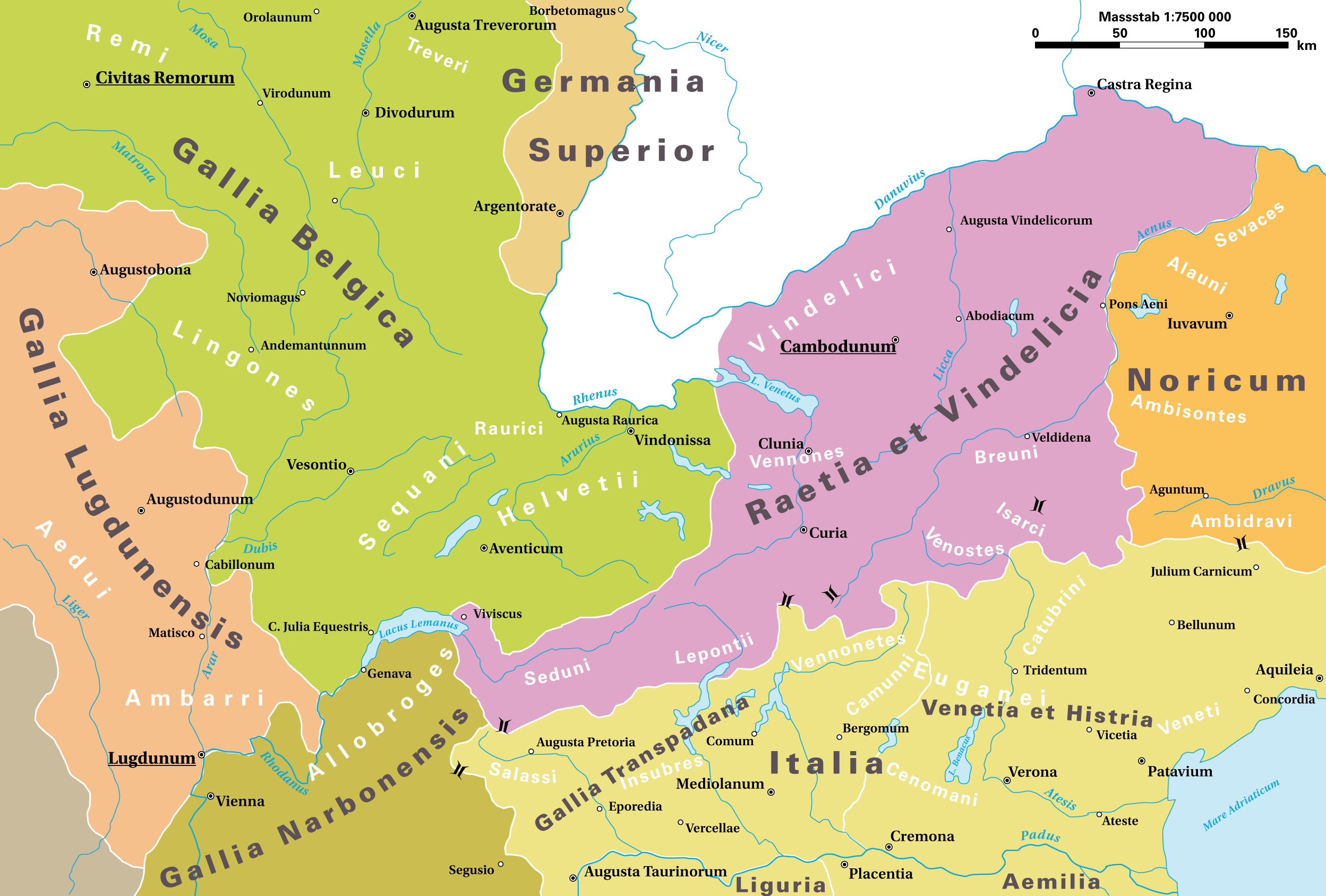
نقشه ای از شمال ایتالیا در سال ۱۴ قبل از میلاد که قلمرو رائتی و ویندلیچیا (به رنگ صورتی) را قبل از تشکیل استانی با همین نام نشان می‌دهد.

شواهد حاکی از آن است که استان رومی رائتیا و ویندلیچیا، که در زمان آگوستوس تأسیس شده بود، از مرز شرقی با استان نوریکوم و از تلاقی آن با دانوب تا جنوب، و سپس توسط رودخانه ایزارکوس (ایزاک) گسترانیده بود. مرز شمالی آن با قبایل ژرمنیایی «آزاد» با مسیر دانوب بالایی مشخص می‌شد. در غرب این استان که شامل کل دریاچه کنستانس و دره راین بالا و سپس یک مسیر طولانی به سمت غرب در امتداد دره رون بالا تا دریاچه لمان بود. در جنوب، مرز آن با مناطق ایتالیایی (منطقه‌های اداری) گال ترنسپادانا و ونتیا و هیستریا که تقریباً مشابه مرز شمالی ایتالیای کنونی بود.
به گفته بطلمیوس، ویندلیچی‌ها در شرق رودخانه لیکا (لخ) ساکن بودند، در حالی که در غرب آن رودخانه، در ناحیه بایرن بالایی مردم رائتی سکونت داشتند. این دیدگاه مخالف این است که کل منطقه بین دانوب و آلپ توسط ویندلیچی اشغال شده بود و رائتی محدود به خود آلپ بود.
دیدگاه اخیر با گفته‌های استرابون مطابقت دارد، که می‌نویسد: قلمرو اشغال شده توسط قبایل رائتی از بخش بالایی رودخانه راین در شمال سوئیس تا جنوب شهرهای کومو و ورونا در شمال ایتالیا امتداد یافته‌است. رائتی‌ها در شرق به سلتیک تائوریسکوی نوریکوم و در غرب به هلوتی‌ها محدود می‌شدند.

## قبایل
اگرچه منابع باستانی به خصوص منابع رومی در انتساب منشأ اتروسکی به رائتی‌ها تأکید می‌کنند، اما مشخص نیست که دقیقاً کدام قبایل در منطقه معروف به رائتیا به عنوان رائتی طبقه‌بندی می‌شدند (و اینکه آیا چنین طبقه‌بندی بر اساس موقعیت جغرافیایی یا زبان یا فرهنگی است) مشخص نیست. علاوه بر این، در اسامی قبایل ذکر شده در منابع، اختلافات قابل توجهی وجود دارد. برخی از مکان‌های قبایل ثبت‌شده نامشخص هستند، اگرچه اکثر آنها با نام مکان و شواهد نام شخصی به‌طور قبال قبولی مشخص شده‌اند.
استرابون از قبایل لپونتی، کامونی (که نام خود را به وال کامونیکا، لمباردی، ایتالیا داده‌اند)، کوتوانتی و روکانتی به عنوان قبایل راتی نام می‌برد.
از این میان، دو مورد اول با املای یکسان در کتیبه آگوستوس ذکر شده‌اند، در حالی که دو مورد آخر احتمالاً به ترتیب کوسانتس (Cosuanetes) و روسیناتس (Rucinates) در کتیبه آگوستوس هستند. با این حال، به نظر می‌رسد متن کتیبه، روسینات‌ها را به عنوان یکی از ۴ قبیله ویندلیچی که به عنوان تسخیر شده ثبت شده‌است، معرفی می‌کند. (اما این احتمال وجود دارد که روکانتی‌های استرابون در واقع قبیله دیگری به نام روگوسی‌ها در کتیبه آگوستوس بوده باشند).
بر خلاف استرابون، پلینی، لپونتی‌ها را یک قبیله سلتی شبیه تائوریسکی‌ها می‌داند و کامونی‌ها را به همراه ترامپلینی‌های دره همسایه، وال ترومپیا، به عنوان قبیله ای از قوم اوگانی در شمال شرقی ایتالیا طبقه‌بندی می‌کند. با این حال، هیچ‌یک از نظرات پلینی برای شناسایی لپونتی‌ها و کامونی‌ها به عنوان رائتی قابل اطمینان نیست. زبان لپونتیک به‌طور قطعی به عنوان یک زبان سلتیک قاره ای متمایز طبقه‌بندی شده‌است (به عنوان مثال Lejeune 1971، Koch 2008). در مورد یوگانی (Euganei)، طبقه‌بندی زبانی آنها به دلیل شواهد اندک نامشخص است. این احتمال وجود دارد که گفتار آنها به اتروسکی، احتمالاً زیرگروهی از زبان‌های تیرسنی، نیز مربوط باشد. از طرف دیگر، زبان آنها ممکن است هندواروپایی بوده باشد، شبیه به زبان همسایگان نزدیکشان، سلت‌ها یا ونتی‌ها (که زبان آنها شباهت‌های زیادی با زبان‌های لاتین و ایتالیایی دارد، اما همچنین دارای قرابت‌هایی با سایر زبان‌های IE است، به ویژه. ژرمنیک و سلتیک).
علاوه بر این، به نظر می‌رسد که در این ناحیه تعدادی از قبایل غیر رائیتی نیز ساکن بوده‌اند. بریونی‌ها و گناونی‌ها توسط استرابون به عنوان اقوام ایلیریایی طبقه‌بندی شده‌اند. در حالی که تعدادی از قبایل در منطقه ریشه‌های اصیل سلتی دارند: به عنوان مثال: کاتورگیس (Caturiges) از catu- (به معنی: "جنگ" یا "جنگجو") و نانتونز (Nantuates) از nantu- (به معنی"دره").

## دوران رومی
رائتی‌ها، همراه با همسایگان احتمالاً سلتی خود در شمال، ویندلیچی، در دوران آگوستوس توسط پسرخوانده‌های امپراتور روم و فرماندهان ارشد نظامی تیبریوس و دروسوس در یک لشکرکشی دو جانبه در سال ۱۵ قبل از میلاد تحت سلطه روم قرار گرفتند.
تا حدود سال ۱۰۰ پس از میلاد، این منطقه در لبه غربی آن (در ویندونیسا از حدود ۱۵ پس از میلاد)، توسط حداقل یک لژیون رومی (احتمالاً لژیون نوزدهم (XIX) تا سال ۹ پس از میلاد، زمانی که این لژیون در نبرد جنگل توتوبورگ نابود شد) حمایت شده بود. علاوه بر این، نیروهای کمکی رومی و leves armaturae ("نیروهای سبک"، احتمالاً یک شبه نظامی محلی) در آنجا مستقر بودند. اما این نیروها عمدتاً برای امنیت در برابر تهدیدهای خارجی بودند، نه ناآرامی‌های داخلی. استرابون نوشت که قبایل آلپ در مجموع به راحتی با حکومت روم سازگار شدند و در ۳۳ سالی که از فتح اولیه گذشته بود شورش نکردند.
رائتی‌ها موظف به پرداخت خراج به روم بودند. با این حال، قلمرو آنها در ابتدا نه به عنوان یک استان رومی کامل، بلکه به عنوان یک پاسگاه نظامی زیر نظر یک افسر سوارکار رومی، که با عنوان «پرائفکتوس از رائتی و ویندچی و دره پوئناین» بود، تأسیس شده بود. ظاهراً بعد از امپراتور کلودیوس (حکومت ۴۱–۵۴) بود که این ناحیه به یک استان کامل با نام رسمی رائتیا و ویندچی (در اواخر قرن اول به اختصار رائتیا) تبدیل شد، در همین حال دره پوئناین برای پیوستن به استان آلپ گرایائه (Alpes Graiae) جدا شد. رائتیا در این دوران توسط یک دادستان سوارکار رومی (equites Romani) اداره می‌شد.
بر اساس گزارش کتبی از اوایل دوره ژولیو-کلودین امپراتوری روم (۳۰ قبل از میلاد - ۳۷ پس از میلاد) شاهد تشکیل حداقل ۱۰ گردان پیاده‌نظام کمکی از قبایل رائتی (کوهورت‌های رائتوروم (Raetorum)) بود. این نشان دهنده تقریباً ۵۰۰۰ استخدام است، گزارش‌ها از مالیات بسیار زیادی که از دره‌های کم جمعیت آلپ جمع‌آوری می‌شده‌است نشان دهنده این است که رائتی‌ها به احتمال زیاد جذب بدنه ارتش روم شده بودند.